# 45 Pegasi
45 Pegasi är en gul jätte i stjärnbilden Pegasus.
45 Pegasi har visuell magnitud +6,27 och svagt synlig för blotta ögat vid god seeing. Den befinner sig på ett avstånd av ungefär 370 ljusår.